# Aldebrő
Aldebrő (hongrois : Aldebrő [ˈɒldɛbrøː] ; allemand : Unter-Debrő) est une localité hongroise située dans le comitat de Heves. Le cépage le plus renommé de la région est le debrői hárslevelű (« hárslevelű de Debrő »), qui constitue l'identité viticole locale.

## Nom et attributs

### Toponymie
Le toponyme Debrő dérive du mot ancien hongrois debrő, qui désignait une vallée large, étendue et à fond plat.

## Site et localisation

### Géologie et géomorphologie
La localité est située à la limite nord de la Grande Plaine hongroise, au pied sud-est du massif de Mátra, dans la région viticole d'Eger, au cœur de la vallée de la Tarna. Son plan d'implantation correspond à celui d'un village-rue en région vallonnée.
Son territoire s'étend largement vers l'ouest, loin du centre du village, englobant notamment une grande partie d'un gisement de lignite exploité par la centrale thermique de Mátra.
Ses localités voisines immédiates sont Feldebrő au nord, Tófalu au sud et Vécs à l'ouest. Cependant, en raison de son territoire étendu, la localité est également limitrophe de Kápolna au sud-ouest, Detk à l'ouest et Domoszló au nord-ouest.

## Histoire
Le territoire de la localité a été habité presque en continu depuis l'âge du cuivre, mais s'est dépeuplé sous l'occupation ottomane. Sous sa forme actuelle, le village existe depuis 1743, lorsqu'il fut réimplanté par le comte Antal Grassalkovich.

### Avant la conquête hongroise
Des vestiges archéologiques datant de l'âge du cuivre, de la fin de l'âge du bronze et de la période de la conquête hongroise ont été mis au jour aux abords de la localité. Ces découvertes attestent que la région d'Aldebrő a été habitée sans interruption depuis la préhistoire.

### De la conquête hongroise à la fondation de l'État
L'occupation du site à l'époque de la conquête hongroise est confirmée par un riche matériel archéologique conservé au musée du château d'Eger. Ces artefacts proviennent d'un site funéraire découvert en 1962 dans la carrière de sable de Mocsáros, suite au signalement de Mihály Bátonyi, directeur d'école. Parmi les tombes fouillées, un squelette orienté ouest-est, accompagné d'éperons et de pointes de flèche, a été découvert. Au total, 32 sépultures ont été mises au jour, dont certaines avec peu de mobilier funéraire.
L'une des tombes contenait les restes d'une femme à crâne trépané, ainsi que, à proximité, le squelette d'une fillette, toutes deux enterrées avec de riches parures. Deux pièces frappées sous le règne d'Hugues d'Arles (926–945) ont également été retrouvées, permettant de dater approximativement le site. Ces découvertes suggèrent une cohabitation relativement précoce et pacifique entre les populations avaro-slaves locales et les Hongrois conquérants.
Les zones périphériques de la Grande Plaine hongroise semblent avoir été occupées par les Kavars, un peuple ayant rejoint les tribus hongroises avant la conquête et souvent qualifié de "huitième tribu". L'origine et l'organisation tribale des Kavars posent encore question, d'autant plus que leur culture matérielle ne se distingue pas clairement de celle des tribus magyares.
Les ancêtres du clan Aba, propriétaire des terres environnantes, étaient vraisemblablement issus des Kavars. Selon Anonymus, Ed et Edumen, ancêtres supposés du clan, auraient reçu des terres dans la région du Mátra. Leur descendant, Pata, fit construire une forteresse dans la plaine du Mátra. Le membre le plus éminent de cette lignée fut Aba Sámuel, roi de Hongrie et éponyme du clan.

### Le Moyen Âge et la période ottomane
Le village, connu sous son nom actuel seulement depuis le début des années 1740, est implanté sur le site du village médiéval de Csal, qui, sous la domination ottomane, fut administrativement rattaché à Debrő. Comme d'autres villages environnants, son histoire est étroitement liée à celle du domaine de Debrő, appartenant au clan Aba. Il est probable que la localité existait déjà au début du XIe siècle.
L'église locale, la plus importante de la région, fut construite au XIe siècle sur ordre d'Aba Sámuel. Au fil des siècles, la localité changea plusieurs fois de propriétaire. En 1575, le roi Maximilien Ier la remit en gage au capitaine d'Eger.
Plus tard, Kristóf Ungnád, époux de « Anna » Losonci, céda le domaine ainsi que son château en ruines à son second mari, Zsigmond Forgách. En 1603, le futur prince de Transylvanie, Zsigmond Rákóczi, acheta le château en ruine, et Debrő fit ensuite partie des domaines des Rákóczi pendant plus d'un siècle.

### Réimplantation du village et installation des colons allemands
En 1740, le comte Antal Grassalkovich acquit le château en ruine de Debrő et son domaine. Considéré comme un expert en gestion agricole, il joua un rôle déterminant dans le développement de la localité. L'un de ses premiers actes fut d'organiser la réimplantation de la région, dont les conditions géographiques favorables se prêtaient bien à l'agriculture.
Le 24 avril 1743, il délivra une charte de garantie pour la création du village sous le nom d'Al Döbrő, à l'emplacement de l'ancienne Csalpuszta.
À cette époque, la localité comptait déjà des habitants germanophones, désignés alors sous le terme générique de Souabes. Cependant, leur date d'installation exacte reste inconnue. Des colons venus de différentes régions du Saint-Empire s'y installèrent, bien que leur origine précise soit difficile à déterminer. L'étude des noms de famille suggère que plusieurs familles provenaient du Palatinat rhénan.
Grassalkovich leur attribua des terrains constructibles pour bâtir des maisons en brique dure, ainsi que des parcelles agricoles (champs ou pâturages) selon les engagements de chacun. Il leur accorda également plusieurs privilèges seigneuriaux, dont une exemption de corvée, ainsi qu'une exonération fiscale de six ans. Après cette période, les colons devaient céder un septième de leurs récoltes de céréales d'automne et de printemps.
Bien que certaines promesses n'aient pas été tenues, la plupart des colons restèrent sur place. Les journaliers et métayers vivaient principalement de la culture des céréales et du tabac. Au XVIIe siècle, la culture du tabac était florissante dans la vallée de la Tarna, notamment à Verpelét, Debrő et Tófalu. Toutefois, c'est la viticulture, toujours réputée aujourd'hui, qui devint l'activité dominante.
Après 1743, d'autres colons allemands s'installèrent encore, mais les migrations cessèrent vers 1760. En 1746, une visite canonique recensait 166 habitants, vraisemblablement les premiers colons, qui parlaient peu ou pas hongrois. En 1767, la population était montée à 707 habitants répartis en 141 familles, majoritairement allemandes, mais incluant déjà quelques Hongrois. En 1821, un recensement de l'évêché d'Eger mentionnait la localité comme bilingue.
Fusion et séparation avec Tófalu
La localité est aujourd'hui presque entièrement fusionnée avec Tófalu, seule la rivière Kígyós-patak marquant leur séparation. En 1950, elles furent brièvement unifiées sous le nom de Tódebrő, mais en 1958, elles redevinrent indépendantes, bien qu'elles aient conservé un conseil municipal commun jusqu'en 1990.
Aujourd'hui encore, certaines institutions sont gérées conjointement, comme le Centre éducatif général d'Aldebrő, qui regroupe une école primaire et une maternelle.

## Population

### Minorités culturelles et religieuses
En 2001, la population de la localité se composait d'environ 70 % de Hongrois et 30 % de personnes d'origine allemande.
Lors du recensement de 2011, 85,9 % des habitants se déclaraient Hongrois, 12,3 % Allemands et 1,1 % Roumains, tandis que 14,1 % n'ont pas répondu (en raison des identités multiples, le total peut dépasser 100 %). La répartition religieuse était la suivante : 52,7 % de catholiques romains, 6 % de réformés, 0,4 % de gréco-catholiques et 9,3 % sans appartenance religieuse, tandis que 30,1 % des habitants n'ont pas souhaité répondre.
En 2022, 92,2 % de la population s'identifiait comme Hongroise, 15,4 % comme Allemande, 0,4 % comme Grecque, 0,3 % comme Ukrainienne, et 0,1 % comme Rom, Slovène ou Roumaine. 1,7 % des habitants appartenaient à une autre nationalité étrangère, tandis que 7,7 % n'ont pas répondu.
Concernant l'appartenance religieuse, 44,4 % des habitants étaient catholiques romains, 5,1 % réformés, 0,9 % gréco-catholiques, 2,5 % d'une autre confession chrétienne et 3 % d'une autre branche du catholicisme. 13,5 % se déclaraient sans appartenance religieuse, tandis que 30,5 % n'ont pas souhaité répondre.

## Équipements

### Réseaux extra-urbains
La localité est principalement accessible par la route 2417, qui bifurque vers le nord depuis la route principale 3 au kilomètre 110, sur le territoire de Kápolna, et traverse le centre du village. La route 2420, reliant la route principale 3 à Detk, effleure également la limite du territoire communal, tout comme la route 24 132, qui se dirige vers Vécs et Feldebrő.
Sur le plan ferroviaire, la localité était desservie par la ligne Kisterenye–Kál-Kápolna, mais le service voyageurs a été supprimé en mars 2007, laissant place uniquement au transport de fret. La ligne comportait une halte ferroviaire située à l'extrémité sud-ouest du territoire habité. Elle était accessible via la route 24 311, qui se détache de la route 2417 et est connue localement sous le nom de Vörösmarty út.

## Organisation administrative
La localité se divise en une zone urbaine (belterület) et une zone rurale (külterület).
Dans la zone urbaine, le quartier d'Újfalu ("Nouvelle ville") s'étend le long de la rue Árpád. Il tire son nom du fait qu'il fut entièrement détruit par un incendie, avant d'être reconstruit. Non loin de là, Öregfalu ("Vieux village") est la première zone à avoir été repeuplée après la réimplantation de 1743, située autour de la rue Arany János. Le quartier de Vár (« Forteresse ») longe la rue Vár, mais son nom est trompeur : l'ancienne fortification en terre ne se trouvait pas sur ce site.
Le quartier de Tó (« Lac ») s'organise autour de la rue Rózsa. Il doit son nom à un étang qui s'étendait autrefois sur cette zone. Après la régulation de la Tarna, celui-ci s'est progressivement asséché et le terrain a été lotisé pour des constructions. Enfin, le quartier de Vikend (« Week-end ») est situé au-delà de la Tarna et comprend les rues Vörösmarty, Sport et Vasút. Son nom fait référence aux petites parcelles agricoles qui y étaient exploitées principalement le week-end par leurs propriétaires.
Dans la zone rurale, le secteur de Magyalos abrite une statue de la Vierge Marie. Plus au nord, la colline viticole de Szőlőhegy est connue pour sa statue de Saint Donat et pour le développement constant de nouvelles plantations, principalement de hárslevelű (Feuille de tilleul), un cépage traditionnel de la région. La zone comprend également des petites propriétés agricoles et des jardins clos (hobbitelkek, zártkertek), utilisés pour l'exploitation maraîchère et la viticulture.

## Patrimoine urbain
Les habitants considèrent leur village comme « le village des statues », en raison du nombre important de sculptures disséminées sur le territoire. Parmi les plus notables figurent :
- La statue de Saint Jean Népomucène, érigée en 1800, située au 21, rue Vörösmarty.
- La statue de Saint Wendelin, datant de 1913, visible sur la rue Árpád.
- Deux statues de la Vierge Marie : l'une située au 13, rue Árpád, l'autre, datant de 1798, à Magyalos.
- La statue de Saint Antoine, installée au 65, rue Arany János.
- La statue de Saint Donat, inaugurée en 1993, qui se trouve à Szőlőhegy.

## Cultes
Sur le plan ecclésiastique, la localité fait partie de l'archidiocèse d'Eger.

## Personnalités liées à la localité
Antal Grassalkovich (1694–1771) fut chambellan royal, président de la Chambre des finances et conseiller de confiance de Marie-Thérèse d'Autriche.
István Plósz (1878–?), agriculteur et homme politique du Parti des petits propriétaires, fut député au Parlement hongrois. Il est né et a vécu dans la localité.
Pál Rácz, maître de chai à Kompolt, joua un rôle clé dans la diffusion du cépage debrői hárslevelű (Feuille de tilleul de Debrő). En 1925, il découvrit et préserva le dernier pied de vigne hárslevelű qui avait survécu au phylloxéra, sauvant ainsi ce cépage emblématique du vignoble de Debrő.